# 水野真紀の魔法のレストラン
『水野真紀の魔法のレストラン』（みずのまきのまほうのレストラン）は、毎日放送（MBS）で2001年4月12日から放送されているグルメ情報番組。水野真紀（女優）の冠番組でもある。
放送開始から2009年3月までは毎週木曜日に、2009年から2012年9月までは毎週水曜日に、2012年10月から2016年3月までは毎週月曜日に放送されていたが、2016年4月からは再び毎週水曜日に放送されている。2017年10月4日からの放送時間は、毎週水曜19:00 - 20:00（JST）。
2013年10月から2017年12月までは、『水野真紀の魔法のレストランR』（みずのまきのまほうのレストランアール）というタイトルで放送。2016年10月からは、放送上「マホレス」という略称も併用している。

## 概要
『あまからアベニュー』の後継番組として、2001年4月12日から放送を開始。MBS大阪本社のスタジオから放送されている。当初の開始時間は19:00だったが、2002年4月の平日19時台フライング編成の開始に伴って、18:55へと繰り上がった。
MBS（関西ローカル）の放送分では『あまからアベニュー』に続いて大阪ガスが筆頭スポンサーに付いている。
番組開始当初から一貫して、水野が「オーナー」という肩書で司会を担当。毎回2名程度のゲストを、ロケやキッチンスタジオに迎える。初回のゲストは志村けんで、初回から2012年9月26日放送分までは渡辺徹、2003年10月9日から2013年3月18日放送分までは中川家もレギュラーで出演していた。
水野によれば、初代のプロデューサーは、12年間放送を続けることを目標に掲げていたという。しかし、実際には2021年4月から放送20年目に突入。水野が2004年に後藤田正純と結婚した際に独占インタビューのVTRを放送したところ、通常の放送よりも視聴率が高かったという。ただし水野は、2005年に第一子の懐妊・出産を伴う産前産後休業で一時的に休演。後藤田が出馬する衆議院議員選挙の公示期間中に当番組を放送する場合にも、公職選挙法との兼ね合いで当該回への出演を一時見合わせていたが、当番組では代役を立てずにゲストの人数を増やすなどの対応を講じている。
2009年の4月改編でTBSテレビが平日の夕方で『総力報道!THE NEWS』を開始した際に、第2部（JNN全国ニュースパート）の放送枠を18:45 - 19:50に組んだことを受けて、当番組は同月15日から放送枠を毎週水曜日の19:55 - 20:54に移動。本編の直前（19:50 - 19:55）には、『もうすぐ魔法のレストラン』という前座番組を編成した。放送枠のスライドは番組史上初めてであったが、視聴率は1桁台に低迷した。この改編以降、プロ野球中継により休止となるケースが大幅に減少した。
2010年4月改編における『総力報道!THE NEWS』の終了・『Nスタ』の開始を機に、平日夕方のJNN全国ニュース枠が17:45 - 18:15へ移動したことに伴って、当番組では同月14日から水曜19時台での放送を再開。『もうすぐ魔法のレストラン』はこの改編で終了したものの、11月17日から2011年3月30日までは、毎週水曜日の午前（9:55 - 10:25枠）に『今夜の魔法のレストラン』という事前番組が放送された。
2012年10月8日から、放送枠を毎週月曜日の19時台に移動。同日のみ18:55からの拡大放送を実施したほか、長野博（出演開始の時点ではV6のメンバー）と小林さとねがレギュラー陣に加わった。小林はハイヒールモモコの長女で、当番組への出演を機に芸能活動を本格的に始めている。さらに、2日前（6日）からはTwellVでも放送開始した（ただし遅れネット）。
2013年10月7日放送分から、タイトルを「魔法のレストランR（まほうのレストランレヴォリューション）」と改めたうえで、再リニューアルを実施。2014年4月14日放送分からは、高橋真麻（フリーアナウンサー・元フジテレビアナウンサー）がレギュラー陣に加わった。高橋による関西ローカル番組のレギュラー出演は、当番組が初めてであった。また、番組開始以来収録に使用してきたMBSスタジオ in USJ（大阪市此花区）の閉鎖および、毎日放送本社B館（同市北区茶屋町）の運用開始（4月4日）に伴って、同月14日放送分から収録先をB館のBスタジオに変更している。
2016年4月13日から、放送枠を三度水曜日の19時枠へに移動。MBSでは、当該時間帯で実施していた『トコトン掘り下げ隊!生き物にサンキュー!!』（TBSテレビ制作）の同時ネットを、遅れネットによる後日放送へ移行させた。同番組に代わって『東大王』がレギュラーで放送されるようになった2018年10月改編以降も、遅れネットの措置は続けられている。また、通常は20:00 - 21:57に編成されている『水トク!』（TBSテレビ系列の特別番組枠）を19:00から放送する場合には、前半の時間帯を当番組のレギュラー版か2時間スペシャル版に差し替え。『水トク!』内の番組については、当番組の終了後に関西ローカル向けの短縮版を放送している。
2016年10月からは、「マホレス」の略称を用いるとともに、タイトルロゴなどを一新。「マホレス」と書かれた二重丸状のロゴを、映像の左隅に常時表示させている。2017年4月からは、ミシュランガイドに「（飲食店選びや調理で）絶対にミスしたくない」というニュアンスを重ねた「ミスらん」を番組のコンセプトへ据えるとともに、河田直也（毎日放送アナウンサー）をロケ企画の進行役に迎えている。また、このリニューアルを機に、ロザン（宇治原史規・菅広文）が出演するロケ企画を定期的に放送するようになった。
放送開始から18年目に入った2018年の初回放送（MBSでは1月10日）から、番組タイトルを『魔法のレストラン』へ戻す一方で、スタジオでの調理パートを「得するかけ算レシピ!」（料理の味に加えて栄養を考慮した調理法を紹介する企画）にリニューアル。水野・長野・河田が続投する一方で、ロザンを正式にレギュラーに起用した。
なお、河田は2021年の4月改編から平日夕方の報道・情報バラエティ番組『よんチャンTV』（水曜分は当番組の直前まで生放送）全曜日のパーソナリティ（総合司会）へ異動することに伴って、同年3月で当番組を卒業。改編後の初回（4月7日放送分）からは、河田の後輩アナウンサー・三ツ廣政輝がロケを進行している。
その一方で、2020年頃からは、日清食品とのコラボレーション企画として番組オリジナルのカップヌードル（「トマトスープ→担々麺」「関西風すき焼きヌードル」）を開発。当番組の放送開始20周年とカップヌードルの発売開始50周年を迎える2021年の11月に、地域・期間限定商品として発売していた。日清食品ではカップヌードルに関するコラボレーション企画の依頼を一切固辞していたが、当番組のロケで水野が同社の担当者と会った際に「周年記念企画」を打診したところ、史上初のコラボレーションが実現。「トマトスープ→担々麺」（阪急うめだ本店および阪急百貨店公式ショッピングサイト限定で販売）ではイタリア料理・フランス料理・中華料理の要素を融合させていて、カップヌードルシリーズ史上初めてスプーンを付けているほか、湯を入れてから出来上がるまでの待ち時間をシリーズ史上最短の1分に設定していた。同月3日（文化の日）には、放送枠を2時間に拡大したうえで、『水野真紀の魔法のレストラン～グルメ賢者100人が選ぶ!関西ど定番グルメNo.1決定戦 20周年記念特別企画『魔法のレストラン×カップヌードル』コラボ』という特別番組を放送した。

## 放送時間の変遷
| 期間      | 期間      | 放送時間（日本時間）       |
| --------- | --------- | -------------------------- |
| 2001.4.12 | 2002.3.28 | 木曜 19:00 - 19:54（54分） |
| 2002.4.4  | 2009.3.26 | 木曜 18:55 - 19:54（59分） |
| 2009.4.15 | 2010.3.24 | 水曜 19:55 - 20:54（59分） |
| 2010.4.14 | 2012.9.26 | 水曜 19:00 - 20:00（60分） |
| 2012.10.8 | 2016.3.28 | 月曜 19:00 - 20:00（60分） |
| 2016.4.13 | 2017.9.20 | 水曜 19:00 - 19:56（56分） |
| 2017.10.4 | 現在      | 水曜 19:00 - 20:00（60分） |

## 番組内容
毎回1つのテーマに沿って進められるが、レギュラー放送は「通常版」（複数のコーナーで構成）と「スペシャル版」（飲食店でのロケ映像で全編を構成）に大別。1か月につき、通常版を2回 - 3回、スペシャル版を1回 - 2回のペースで放送する。
2010年代の放送では、通常版でもロケ取材の映像を中心に構成。中盤にVTR企画の「プロメテウスの炎〜大ヒットの秘密〜」、終盤にスタジオパートの「魔法のレシピ」、エンディングに「笑顔の食卓」を放送していた。2017年度からは一時、「グルメガイド『ミスらん』」を中心にしたVTR企画と、スタジオパートの二本立てで構成。

### 現在のコーナー
ミシュランガイド星付きシェフが選ぶ 本当に美味い大阪○○No.1決定戦
大阪市内にある特定のジャンル（○○）の飲食店に焦点を当てたランキング企画。ミシュランガイドで一つ星以上の評価を獲得した飲食店のシェフを対象に、実際に通ったなかで最も良かった店舗に関するアンケートを実施したうえで、上位に挙がった店舗をレギュラー陣とゲストが実際に訪れる。
コーナー名は付いていないものの、番組の終盤には、料理人がキッチンスタジオでの調理を通じてレシピを紹介する企画を放送。水野・長野・ロザンに加えて、2名程度のゲストが同席している。
制作局のMBSで平日の午後に『ちちんぷいぷい』（『よんチャンTV』の前身番組で河田・大吉が一部曜日の総合司会などを担当）を放送していた時期には、放送日（水曜日）が祝日と重なる場合に当番組とのコラボレーション企画を実施。「キッチンぷいぷい」（同番組内の料理コーナー）に水野やシェフが特別に出演したり、『ちちんぷいぷい』水曜日のレギュラー出演者が当番組の生放送にも登場したりすることがあった。

### 過去のコーナー
魔法の宿
関西とその周辺にあるお薦めの料理旅館などを紹介、番組独自の期間限定の格安プランを発表する。
魔法のデザート
話題の洋菓子店を一つ取り上げ、番組独自の格安のデザートを期間限定で販売する。

以前は「魔法のスイーツ」というコーナー名だった
まかない刑事
2001年に放送されたコーナー。石橋蓮司と山本太郎が扮する二人の刑事が関西のまかないを捜査するコーナー。
まかない探偵
2005年4月から半年ほど放送されたコーナー。「野菜を食べよう!」をコンセプトに、関西に店舗を置く料理店のオーナーが、一つの野菜を使ったまかない料理を紹介する。
和食の花道〜3つの魔法〜
京都の日本料理店「菊乃井」3代目主人の村田吉弘が、家庭で簡単に出来る和食を実際に調理ながら紹介、おいしく仕上げる「3つの魔法」（ポイント）を指南する。
このコーナーは、村田以外の料理人や当日のゲストが料理を披露する場合もあり、その場合は「和食」の部分が変わる。
魔法の男前（2009年4月15日 - ）
イケメン俳優とリポーター（おもに今いくよ・くるよ）がテーマに沿ったお薦めの店をリポート。随所にイケメン俳優のショットが入るのが特徴。初回は杉浦太陽が担当。
THE 24時!（進行：大吉洋平〔毎日放送アナウンサー〕）
リポーターが24時間で多くの土地を回り、その土地のご当地料理を食べ尽くすコーナー。「ザ・密着!」同様、その日のテーマに該当する人気店を密着取材することもある。
炎の魔法 5ツ星レストラン（進行：中川家）
一流シェフが最高の食材を使い、最高の料理でもてなすコーナー。ただし料理や食材の値段当てクイズに答え、正解に近い順から3名しか食べられない。視聴者には登場したシェフの店に抽選で招待するプレゼントがある。
ザ・密着!（進行：中川家）
その日のテーマに該当する複数の人気店を密着取材、人気の秘密やそこに隠されたドラマなどを描く。
100人の料理人!予約の取れないレストラン〜大繁盛の法則〜（進行：門上武司）
その名の通り、予約がなかなか取れない大人気の店を取り上げ、大繁盛に至る支配人の苦労や転機を再現ドラマを交えて描く。紹介した料理人の数が100人を超えた後も、コーナータイトルはそのままで放送されている。2009年は「NEXT STAGE」の一コーナーとして放送されていた。エンディングでは、熊谷幸子の『風と雲と私』がBGMとして使用されている。近年、スペシャル版では、過去に放送された料理人を再放送することがある。
以前は取り上げた店の食事券のプレゼントがあった。
NEXT STAGE ザ・対決!（進行：門上武司）
関西を代表する料理人がジャンルを越え、テーマ食材を使った料理対決を行うコーナー。対決はどちらかの店で行われ、門上を含む4人の審査員が各25点・計100点満点で審査を行う。
NEXT STAGE FUTURE CHEF（進行：門上武司）
見習いの料理人たちに密着するコーナー。
NEXT STAGE 食の風姿花伝（進行：門上武司）
料理に欠かせない道具や店を支える人々などに着目し、その姿を密着するコーナー。
超簡単!魔法の1分間クッキング!!
レギュラー出演者やゲストが1分間で作れる簡単料理を紹介するコーナー。
スマイル!〜食のまわりに集まる笑顔
関西の子供たちが料理に挑戦したり、食事をする様子を紹介。
炎のリポート対決（2010年5月5日 - ）
TKOとお笑い芸人がテーマに沿ったリポートをそれぞれ行い、どちらのリポートがよかったかを水野ら出演者が判定し、敗者は即刻スタジオから退場となる。ただし3回目の敗者・アメリカザリガニと4回目の敗者・友近はスタジオセットにある2階席への移動だった。
5分で分かる!!食のメガトレンドニュース（2010年6月2日 - ）
テーマにまつわるさまざまな店の情報を5分間に凝縮して紹介。
炎のクッキング対決!!（2010年11月24日 - ）
出演者がそれぞれ作る料理で対決を行う。どちらの料理がよかったかを水野ら出演者が判定する。
カプサイシン研究所（リポーター：博多華丸・大吉、月亭八光ほか、2011年4月13日 - ）
その日のテーマとなる食材の歴史を徹底攻略。コーナータイトルは初回のテーマがトウガラシだったことから付けられ、オンエア時には「〜○○の秘密〜（○○はテーマ食材）」が続く。カプサイシンマン（番組AD）も登場。
笑顔の食卓（2011年4月 - 2013年9月）
視聴者から募集した、子供たちと一緒に食卓を囲んでいる写真を紹介。
魔法のランチ
その日のテーマに沿ったお薦めの店を紹介するが（主に京阪神地区、2006年10月以降は関西以外の地域の店を紹介することもある）、「魔法のランチ」はその中でもいくつかの店が番組と共同で企画した、期間限定の格安メニューを紹介するもの。
但し2007年頃以降は、ランチに限らない格安メニューも多く紹介するようになったため、このタイトルはほとんど使用されず、「超おトク情報」などのタイトルで紹介している。
ザ・密着24時!
その日のテーマに該当する複数の人気店を密着取材、人気の秘密やそこに隠されたドラマなどを描く。
へえ～そうやったんや～!（リポーター：ガッツ石松ほか、2011年5月26日 - ）
その日のテーマとなる地域の穴場を巡りながら、さまざまな豆知識を随時紹介。
プロメテウスの炎〜大ヒットの秘密〜（進行：門上武司、大吉洋平〔毎日放送アナウンサー〕→なし〔VTRのみ〕）（2010年5月5日 - ）
人気店の社長や店舗スタッフに密着し、大繁盛の秘密に迫る。「ザ・密着!」「100人の料理人!予約の取れないレストラン〜大繁盛の法則〜」の要素を取り入れたコーナー。2010年秋頃から、エンディングでは「100人の料理人!予約の取れないレストラン〜大繁盛の法則〜」で使用されていた熊谷幸子の『風と雲と私』がBGMとして再び使用されている。
魔法のテッパングルメ（進行：浅越ゴエ）
レギュラーメンバー、ゲストが街でお気に入りの店をビンゴするコーナー。
新100人の料理人!レボリューション
「100人の料理人!予約の取れないレストラン〜大繁盛の法則〜」がパワーアップ。エンディングでは渡辺美里の『My Revolution』オーケストラVer.がBGMとして使用されている。
魔法のレシピ
レギュラー出演者やゲストが簡単に作れる料理を紹介するコーナー。コーナー名はシェフごとに毎回異なる。
キッチンファイターズ（リポーター：ガッツ石松、赤井英和、井岡弘樹、押切もえほか、2016年4月27日 - ）
篠原・スザンヌがゲストとともに、その日のテーマとなる行列店のキッチンに潜入し、人気の秘密を探る。
中村半熟たまご隊（リポーター：中村玉緒、ヒロシ、木本武宏、スザンヌ）
半熟たまご料理ま求めて、名店の人気を探る。
店選びのお悩みを解決!グルメガイド「ミスらん（MISSRAN）」
2017年4月19日から放送を開始したVTR企画で、河田が進行役を務めたほか、他のレギュラー陣と関西地方での飲食店選びに悩むゲスト数名がロケに同行。ゲストの悩みに沿ったオーダー（「地元密着のお店で食べる大阪名物」など）と、レギュラー陣の推薦を基に、「絶対に失敗（ミス）しないお店」を次々と訪問していた。ゲストが訪問先の店へ満足した際に、「ミスらん!」と言わせることが特徴。
ミスらんレシピ
前述した「グルメガイド『ミスらん』」と共に、2017年4月から12月まで放送。料理にまつわる主婦の悩みを解決すべく、上記の料理人が、定番料理をプロの味に変身させる簡単なコツをスタジオで披露していた。
「菊乃井」村田吉弘VS.ロザン宇治原 雑学バトル!
京都の一流料亭「菊乃井」の三代目当主である村田吉弘と、芸能界屈指の「クイズ王」として知られる宇治原が、京都の名店を訪れながら料理に関する雑学クイズで競い合うロケ企画。和食のマナーに関するクイズなど、派生企画も相次いで放送している。
HERO'Sレシピ→SUPER HERO'Sレシピ
村田吉弘をはじめ、名前に"HERO（ひろ）"と読ませる漢字が入っている複数の料理人（佐々木浩、山口浩、鈴木浩治、東浩司、松本喜宏）が、「HERO's（ヒーローズ）」と称してスタジオで料理を披露していた。上記の料理人は、この企画が終了してからも、ロケやスタジオへ随時出演している。
得するかけ算レシピ
ロザンのレギュラー起用を機に、栄養学関連の学科を設けている大学が監修するスタジオ企画として、2018年1月10日から放送。料理の味に栄養を考慮した調理法を、スタジオ出演者へのクイズや、料理人の実演を交えながら紹介していた。栄養の解説やクイズの出題を、ロザンの宇治原が担当。
エンディングパートでは、視聴者向けのプレゼント企画を長らく実施。番組特製のエプロン、「魔法のグルメプレゼント」（番組特選の食材や調味料などを希望者から抽選で進呈するレギュラー版限定企画）、セイコーエプソンのプリンタ、同社のプリンタで印刷した水野のサイン入り出演者の生写真などを提供していた。

### 人気の企画
粉もんシリーズ
大阪の代表的な食べ物の一つである「粉もの」（お好み焼き、たこ焼き、焼きそばなど）の店ばかりを紹介するもので、番組開始以来最も放送回数が多い企画。
このシリーズの一環で2004年には、大阪城公園で行われた毎日放送主催のイベント「オーサカキング」で、「粉もんランド」という大阪の人気粉もの店が一堂に会したパビリオンを出展。大盛況を集めた。
大阪環状線シリーズ（スペシャル版のみ）
大阪市内を走るJR大阪環状線沿線にある、お薦めの店を紹介する企画。
ここから派生した企画で、阪神電鉄沿線、阪急電鉄沿線、大阪市営地下鉄御堂筋線沿線の店を紹介する企画や、大阪のメインストリート御堂筋沿いの店を紹介する企画もある。近年は路線図についているルーレット（人生ゲームのルーレットを改造したもの）を回し、現在地の駅から出た数だけ移動（マイナスの数字が出た場合は現在地からその数だけ戻る）する方式となっていて、☆が出た時は好きな駅に移動できる。
隠れ家シリーズ（スペシャル版のみ）
俳優や歌手、スポーツ選手など、有名人がよく通う店を紹介する企画。
赤井英和のアポなしグルメ旅（スペシャル版のみ）
赤井が日本全国を巡り、アポなしで店を訪れるグルメ旅をする企画。2009年からは赤井以外の出演者もアポなしグルメ旅を行っている。2010年5月26日放送の「大阪環状線アポなし! えらんでポン!」からは、箱の中に入っているボールを選んで、そこに書かれた条件や予算金額内で紹介する店を探す「えらんでポン!」が追加されることがある。
アポなしグルメ旅・ルーレット対決版
JR又は私鉄の各線でチーム戦で始発から終点まで時間内に対決。ルーレットで現在いる駅から進む（あるいは戻る）駅数を決める。時間内に終点の駅にある店に到着しクリアしたチームには、万能だし、洋食ウスターソース、粉もんソースのセットまたは万能土鍋がプレゼントされる。午後8時になるとタイムアップ。
現在の完全制覇は、大阪市営地下鉄千日前線、御堂筋線、阪急電鉄神戸線、大阪市営地下鉄堺筋線（阪急電鉄千里線）、阪神本線、京阪本線、阪急京都線。
特別出演には中川翔子、永井大、塚地武雅（ドランクドラゴン）、国生さゆり、渡部陽一、川村信子、千原ジュニア他が登場。
大阪24区・アポなしグルメ旅（2012年4月18日 -）
大阪24区の中から2つの区を2チームに分かれて巡り、出会った人から店の情報を聞きだしてアポなし取材を行う。2つのルーレットを使い、現在地から移動する方角と距離を決める。勝負は制限時間5時間の総移動距離で競われ、勝利チームには万能土鍋がプレゼントされる。
大阪環状線・アポなしりとりグルメ旅
JR大阪環状線界隈の名店を外回りチーム（TKO、勝俣州和）、内回り（赤井、高畑、敦士）チームに分かれて巡り、しりとりで店の情報を聞き出してアポなし取材を行う。助っ人ルールや○行ルールもOK。
例題（高畑淳子（内回り）チームの場合）：お→大阪王（大正）→魚重 桜美琴（うおじゅう おみごと、寺田町）→トロイカ&リビエラ（玉造）→ろうす亭 茂（天満）
御堂筋・アポなしマラソン
御堂筋界隈を東エリアチーム、西エリアチームに分かれてスタートの大阪駅からゴールの髙島屋大阪店まで5つのエリアを走りながら店の情報を聞き出してアポなし取材を行う。
これらの企画を組み合わせて放送することもある（例:大阪環状線の粉もん、御堂筋の隠れ家、阪神沿線アポなしグルメ旅など）。

## 出演者

### MC
- 水野真紀（オーナー）
  - 終盤（MBSでは19:45 - 19:50頃に放送）のスタジオパートを中心に出演するかたわら、グルメロケ企画にも随時参加。ただし、編集の都合や後述の理由で放送全編に出演しないことがある。

### レギュラー
- 長野博（20th Century、2012年10月8日 - ） - 2021年11月1日まではV6のメンバー。
- ロザン（宇治原史規・菅広文、2018年1月10日 - ）
  - ロザンのレギュラー起用後のスタジオパートでは、水野と宇治原が料理人と共に進行。宇治原は、料理にちなんだクイズの出題役も担う。これに対して、菅と長野は、週替わりのゲスト（1名）と並んでクイズの解答や試食に臨む。
- 三ツ廣政輝（毎日放送アナウンサー、2021年4月7日 - ） - ロケ企画の進行を担当

### 準レギュラー
- 高橋英樹
- 赤井英和
- 月亭八方
- 川藤幸三（原則としてスペシャル版のロケのみだが、2009年1月15日放送分でスタジオパートに初登場）
- 間寛平
- 円広志
- トミーズ健
- ハイヒール
- 今くるよ（今いくよ・くるよ）[注釈 9]
- 金村義明
- たむらけんじ
- シャンプーハット
- 月亭八光
- 大西ユカリ
- 小泉エリ
- 宇都宮まき
- 麒麟[注釈 10]
- 博多華丸・大吉
- ガッツ石松
- 石塚英彦（ホンジャマカ）
- ミサイルマン
- 森脇健児
- 月亭方正
- 浅越ゴエ
- 銀シャリ
- 福本大晴 関西ジャニーズJr./ Aぇ! group（クエスチョンマン）
- 角紳太郎 関西ジャニーズJr.

ほか

### ナレーション
- 橋本のりこ（2016年9月7日 - ）

## 過去の出演者

### 過去のレギュラー
- 井川遥
- メッセンジャー黒田
- 久遠さやか
- 和希沙也
- 橋下徹
- 掛布雅之
- 渡辺徹（番組開始 - 2012年9月26日）[注釈 11]
- 中川家（剛・礼二、2003年10月9日 - 2013年3月18日）
- 小林さとね[注釈 12]（2012年10月8日 - 2014年9月1日[注釈 13]）
- 今いくよ（今いくよ・くるよ）[注釈 14]
- 高橋真麻（元・フジテレビアナウンサー、2014年4月14日 - 2016年9月14日）[注釈 15]
- 大吉洋平（毎日放送アナウンサー、2009年4月15日 - 2017年3月15日）
- 篠原信一（柔道解説者、2016年4月13日 - 2017年9月13日）
- スザンヌ（2016年4月13日 - 2017年12月20日）
- TKO（木本武宏・木下隆行、2010年5月5日 - 2017年12月20日）
- 杉浦太陽（2009年4月15日 - 2017年12月27日）
- 河田直也（毎日放送アナウンサー、2017年4月19日 - 2021年3月10日）

ほか

### 過去のナレーション
柳森と浜平は交替で担当。このメンバーのほかに、浜村淳、槇大輔などが担当したこともある。
- 藤田勇児（番組開始 - 2016年8月31日）
- 柳森万里（番組開始 - 2016年8月31日）
- 浜平恭子（番組開始 - 2016年8月31日）
- 坂田利夫（「カプサイシン研究所」）
- 木村匡也（2017年5月31日）

## ネット局
地上波
- 一部の系列局では不定期ネットされているくらいであったが、2022年4月から琉球放送（RBC）（毎週水曜14:50〜15:49）でネット開始。それ以前にも不定期で穴埋めとして放送していた。
- 関東・中部地方において、TBSテレビ、独立局への番組販売実績はない。

### 過去のネット局
- 北陸放送（MRO：月曜 14:57 - 15:56、2009年10月 - 2010年6月[注釈 16]）
- あいテレビ（ITV：土曜 17:00 - 18:00）
- 北海道放送（HBC）
- CBCテレビ（CBC）2020年7月15日の21:00 - 21:54など、不定期放送
- 山陰放送（BSS）
- テレビユー山形（TUY）
- 山陽放送（RSK：水曜 19:54 - 20:54、2012年10月17日より放送再開）
  - ネットされた当初（時期不明）は毎週金曜日の10:20 - 11:20に定期ネット（8日遅れ）→不定期放送（時期不明）→土曜12:00 - 13:00（2009年6月から2010年3月。9日遅れ）→木曜19:00 - 20:00（2010年4月15日から5月20日。1日遅れ）→水曜24:20 - 25:20（2010年10月6日から2011年3月30日。28日遅れ→14日遅れ）→水曜19:54 - 20:54（2012秋改編から、ネット終了まで）
  - 現在の該当時間枠でスポーツ中継やネットワークセールスの特別番組で休止した場合は振り替え放送なく2日遅れを維持している。
  - RSKでの、当番組放送は2013年9月11日をもって打ち切られた。後番組は同局のドキュメンタリー番組『RSK地域スペシャル メッセージ』が放送時間を20:00に移行して放送される。
  - 2024年7月31日水曜21時に自主編成枠で放送。約13年ぶりに放送された。
  - 2024年8月28日水曜21時に2週間遅れで「福島LOVER50人に聞く 外さんグルメMAP2024」を放送。
  - 2024年9月25日は、2024年8月23日放送分の内容を振り替え放送したが、以降の放送はされていない。
- 中国放送（RCC：木曜 13:55 - 14:55、2013年10月30日から約1ヶ月間放送）
  - 放送終了後は再放送枠に移行したが、新聞の番組表に「終」マークをつけなかった。
  - 2006年1月 - 3月に金曜 9:55 - 10:50に定期放送していた他、その前後にも穴埋め番組として、または広島県を扱った回等の不定期放送があった。
  - ノンスポンサーで放送し、終了時に独自のエンドカードを出していたが、番組名の「R」を略さずに「Revolution」と表記していた。また、期間が過ぎた告知については「この番組は（関西地区での放送日）に関西地区で放送されたものです」とテロップで追記していた。
- 秋田放送（ABS、日本テレビ系列）
- この他、IBC岩手放送（IBC）、新潟放送（BSN）、テレビ山口（tys）、長崎放送（NBC）、熊本放送（RKK）、宮崎放送（MRT）でも、穴埋め番組としての放送実績がある（2020年8月現在）。
- BSデジタル放送
  - ワールド・ハイビジョン・チャンネル」(TwellV、土曜 20:00 - 21:00、2012年10月6日から2013年3月30日→再放送・日曜 20:00 - 21:00、2013年4月7日からほか→不明）
    - 第1回放送は「京都四条河原町VS天下茶屋」（MBS・2011年3月2日放送分）。2013年で打ち切り。
- スカパー!
  - 食&健康バラエティ★フーディーズTVにて約半年遅れで放送されていた。

## 備考
- 番組の特徴として、オープニング直後にCMを流してから、およそ40分間にわたってCMを全く入れずに進行。その分だけCM枠を番組の後半に集中させているため、後半では本編とCMを数分おきに流している。
- 2007年5月18日に「100人の料理人」の過去の放送をテーマ別にまとめたDVD3巻が発売された。グルメ情報番組がDVD化されるのは極めて異例。
  - 同年5月23日には、当時水野が水曜日のレギュラーとして出演していた『はなまるマーケット』のクロージングトークにおいて、「魔法のレストラン」のDVDを宣伝していた。
- 2008年1月24日放送分で、18:57から約2分間、VTRが停止するトラブルが起きた。
- 2009年10月29日に、京都の和食料亭「菊乃井」主人・村田吉弘監修による「魔法のレストラン万能だし」を発売。2010年10月28日には、「魔法のレストラン粉もんソース」「魔法のレストラン洋食ウスターソース」、2011年10月13日には村田が監修した「魔法の万能土鍋」が発売された。これらの商品は「魔法のレシピ」などで調理する際、使用されることがある。
- 2011年1月16日にラーメンチェーン店、天下一品の創業者・木村勉の半生をドキュメンタリーとドラマで振り返る「天下一品物語 -すべては屋台から始まった-」を放送。ドラマパートでは金山一彦が木村を演じ、当時の設計図を基にラーメンの屋台が再現された。毎日放送の他、BS-TBSなどでも放送された。
- 当番組の開始から制作に携わっているプロデューサー（2018年12月時点）の平井直人（番組制作会社・ダイズの代表取締役社長）は、同年4月から2021年10月までMBSラジオで放送されていた深夜番組『あどりぶラヂオ』において、「ひらいなおと」名義でパーソナリティを随時担当。担当回では、当番組の制作や取材にまつわるエピソードを生放送中に披露したほか、当番組と縁の深い料理人からのリクエスト曲を流していた。また、平井と同じく当番組に長年携わっているチーフプロデューサーの本郷義浩は、2020年に『TOROMI RADIO』（MBSラジオで12月5日から毎週日曜日の16:30 - 17:00に大阪ガスの単独提供で放送中のレギュラー番組）の立ち上げに参画。当番組へ出演する料理人などからの協力の下に、料理の魅力を音だけで伝える試みを始めているほか、パーソナリティとして放送に登場している。

## スタッフ

### 現在（2025年7月23日現在）
- 構成：渡邊仁、安田昌子、田中孝晃
- リサーチ：馬場かやの、齋藤大悟、溝上清加、いいのりさ、弘松芽衣【毎週】、塚本佑太、濱田象太朗、日高ケータ【不定期】
- TM：露口三郎（以前は編集→一時離脱→TM/TD/SW→一時離脱）
- TD：桜井康行（以前はカメラ►TD/SW►TD►TD/SW）
- TD/VE：竹川寿（以前はVE）【週替り、回によって異なる】
- SW：阪本雅樹（以前はカメラ）
- VE：奥川遼、橋本昭男、藤森慎二（藤森→一時離脱）、高瀬勝広（高瀬→以前はカメラ►一時離脱）【週替り】
- カメラ：武田和仁（以前は毎週）、木戸勇太、中村敦（中村→以前は毎週）、信田将志、米田喬、三宅凌平（三宅→以前は照明►一時離脱）、篠原佑典（篠原→以前は音声►カメラ►一時離脱）、要海佑介（要海→一時離脱）、北川哲也、高橋勉（高橋→一時離脱）、西脇靖記（西脇→一時離脱）、前田剛志（前田→一時離脱）、齊藤将光、山本真也、横垣哲也、西田慶仁、中祖信也、中喜志治（中→一時離脱）、葛野凌大、山口聡生（山口→以前は音声・MA）、大林祐、辻井翔太、高橋裕也、大石健太【週替り】
- 照明/調光：中東直也（以前は照明）
- 音声：河合研二、金岡慎也、常岡千浪(波)、福島謙二郎【週替り】
- MA：古川靖久（以前は音声►MA►一時離脱►音声）、田中徳朗、海老里美、村井さおり（村井→以前は音声/MA）【週替り】
- 効果：磯部光
- 編集：佐藤雅哉、浦麻由美、片山あゆ（片山→以前は週替り編集）
- 美術プロデューサー：前原清花（2022年10月19日-、2019年4月までは美術デザイン→2020年までは美術ディレクター、2022年10月5・12日・2023年1月4日・3月8日は美術）
- デザイン：内海秀一（2025年5月14日-）
- タイトルデザイン：宮本由紀子（以前は毎週タイトル）
- タイトル：玉川愛美（以前は週替り）、杉浦菜帆、由本真穂、中嶋恵子
- CG：紀野伸子、田中裕司
- イラスト：ひろぽん、法山じん、グレートインターナショナル、TORU【不定期】
- ホームページ製作：後藤友里
- フードコーディネート：大橋幸恵（以前は週替り►毎週►フードコーディネート/料理スタッフ）、木澤真樹、杉浦千穂子（杉浦→以前は毎週料理スタッフ）、野原幸花、広里貴子（広里→以前はフードコーディネート→料理スタッフ）、竹内奏（以前はフードコーディネート/料理スタッフ）、足立敦子（足立→以前は料理スタッフ担当）、津田千砂、田之(ノ)上祥子（津田・田之(ノ)上→以前は週替り►毎週料理スタッフ）【週替り】
- 編成：水野愛美（MBS、以前はSNS→宣伝担当→一時離脱）
- スチール：芝健太郎
- 宣伝担当：石原田千弥（MBS、以前はAD→一時離脱）
- デスク：盛田こずえ、西城栄里（共にMBS、2023年5月24日から、盛田→一時離脱）
- 協力：アトリエ、放送映画（放送映画→以前は技術►制作協力►技術）、音選屋、フォレスト（共に以前は技術）、毎日舞台、高津商会、堺かつら、タイトルラボ（共に以前は美術協力）、gleam、MBS企画、ダイズ、フェローズ（共に以前は制作協力、MBS企→以前はMBS企画►えむき、以前は美術協力・制作協力）、イースト、クリーク・アンド・リバー社、井真佳羅（共に以前は制作協力、イースト→2024年7月17日まではE&W名義）【毎週】、リベンジ、ピースリー本舗、関西東通、アスカプロ、SAプロ、kicho、PINE WORKS、View、MABU、EYEZEN、アーチェリープロ（共に以前は技術、ピー・MABU→一時離脱、EYEZEN→一時離脱►以前は技術、以前はアイゼン名義）、エーフィックス、M’S、メディアプルポ、FUNS、インサイドムービーズ、BUDDY、SUNFLAPX1、BAX（共に以前は制作協力、BAX→一時離脱）、ユーロック、MFS
- 車両：中尾正伸、佐伯俊二(forest)
- 器協力：Verre
- AP：伊藤弥生（ダイズ）、熊切かれん（MBS、2023年7月19日から）
- AD：安原優菜、左野隆史、内海綺心、小倉未侑、後藤真采、大庭真莉愛、川上颯太【毎週】、越智将大、吉田明優、飯坂仁美、金谷咲希、小林和樹（小林→以前はAD/ディレクター）【週替り】
- ディレクター：吉野高志、小高正裕（M’S）、尾上絢子・山﨑卓也・表麻依子・都志爽太（ダイズ、山﨑卓→以前はAD►D►AD/D）、山根郁摩・栗原悠（メディアプルポ）、今﨑貴志・梶山貴也・稲葉知周・松戸みゆ（えむき、今﨑→以前はAD/D、松戸→一時離脱）、近藤和俊（ユーロック、以前はチーフ/ディレクター→一時離脱）、吉兼和成（ゲームボーイズ、吉兼→一時離脱）、尾﨑良介（MFS）、北田浩平（北田→一時離脱）、岡山源（以前はAD）、岩本一美（Jワークス）、松下莉子（以前は毎週AD→AD/ディレクター）【週替り】
- チーフ/ディレクター：渡辺智之（ブリッジ、一時離脱→チーフディレクター）、松尾康高（FUNS、以前はチーフディレクター→一時離脱）【週替り、回によって異なる】
- チーフディレクター：松本武史・安田周平・三里隆之（えむき、三里→以前はチーフ/ディレクター）、吉川優作・藤原慎平（メディアプルポ、吉川→一時離脱）、光岡麦（BAX）、松本剛樹（BUDDY）（全員→以前はディレクター）【週替り】
- 演出：赤井直樹（2024年8月14日から、以前はディレクター）
- プロデューサー：藤原大輔（MBS、2025年7月23日から、2025年7月2日までは編成→一時離脱）
- チーフプロデューサー：中村武史（MBS、2024年8月14日から、2023年7月19日から2024年7月17日まではP）
- 製作著作：MBS

### 過去のスタッフ
- 制作：御藤良基、寺西厚史、浜田尊弘
- チーフプロデューサー：本郷義浩（MBS、初回〜2012年8月までP→2012年8月から2024年7月17日までCP）、京原雄介（MBS、2023年7月19日から2024年7月17日まで、D→一時離脱→復帰→2017年5月頃から12月までP→2018年1月10日から2023年6月28日まで総合P）
- プロデューサー：古田涼子（古田は以前、D→2012年8月までCD→2012年8月からPとして昇格）、上野大介、森貴洋、村上嘉章（村上→以前はAP→2013年9月まで、同年10月からPとして昇格）、松本みゆき（2018年1月10日から2023年9月6日まで）、氏家聡志（MBS、2024年8月14日から2025年7月2日まで、以前はD/CD→総合演出、2023年8月30日から2024年7月17日までは演出）、ひらいなおと（ダイズ、以前はCD→D→2017年5月頃から2021年11月3日までP）
- 総合演出：関谷祐輔（MBS、以前は演出）、小林雄志（MBS、2022年10月12日まで）
- チーフディレクター：宗川圭太、林智也、戸田智子、松原謙介、高尾慧子、中村俊之（dalnaRI）、石原直行（FREE）、八友規周（レジスタx1）、木邑裕介（D-REC）、丹羽弘二（SUNFLAP X1）（石原・八友→以前はディレクター）（週替り）
- チーフ/ディレクター：石田尚生（MBS）、山下聡（BUSY BEE）、太田隼人（FREE）（週替り、回によって異なる）
- ディレクター：松浦拓也、古川範子、梶本昌一、福本泰昌、畠山真弘、鴛海剛、冨田佳世子、池田良子、香川路代、北野佳世、中西宏和、中村亮、増井孝美、高橋謙、深井麗子、伊佐若子、北村崇、三宅仙英、山崎博昭、堀弘明（ホーリーズエンタープライズ）、吉井大二郎（ウォークオン）、中山真平（東通企画）、小林槙貴、阿部淳人（えむき、一時離脱→復帰）、近藤拓也、田頭幸司、川井大輔（D-REC）、山本真広、野中康由（ブリッジ）、髙野有里・三谷俊仁（メディアプルポ）、藤岡愁一郎（えむき）、ちばあい（ダイズ）、西川知以（クラッチ.）、杉岡亮（メディアプルポ）、秋山英一（ブリッジ）、尾崎洋人(仁)（MBS、尾崎→以前はAD）、濱森基大・辻あゆみ（レジスタx1）、安本浩太（CREA5）、酒井倫太郎（レオナイン）、吉良哲平（オフィスきらきら）、広部裕子・東郷誠（ブリッジ）、加老戸良徳・吉澤奨悟（MBS、吉澤→以前はD/CD、2023年6月28日から8月16日までは総合演出）、山崎凱斗（ダイズ）、島﨑伸也・長谷川力也・小菅翔太（えむき→MBS企画）、安東勇吾（メディアプルポ）、石川千成（BUDDY）、峯松亮太（FUNS）、西修二（Plan N、以前はディレクター→チーフディレクター→一時離脱）、宮前麗香（レジスタx1）（週替り）
- コーナーP：山崎文菜（ザ・ワークス）
- AP：笹山大生（MBS、2024年8月14日から2025年7月2日）
- AD/ディレクター：田中絵梨（週替り、他週は週替りAD）
- AD：山田雅之、吾妻真由子、中村里依、門谷美奈、漆畑英樹、細慶行、青柳隼人、中西沙和、奥山依代、井上咲子、細見真、榎本泰平、細川秀行、小林陽平（ダイズ）、藤原由記子、山科佑理乃、山井拓也、卜部万友、内本隼平、山本敦士、高柳剛、田邊朋恵（田邊→一時離脱）、西野遥香、辻優太、赤阪来未、松田真一郎（メディアプルポ）、山本翔、犬塚暸、小倉真央、渡邉夕貴（ダイズ）、山中千尋、松本愛里紗、澤田健三、田口敦生、稲垣里彩、石川カンナ、林原未和、山口秀晃、川畑結衣、原七海、大角真里奈、今田郁也
- 編成担当：辻井竜介、池崎光恭、川原秋呼、向功、大渕ゆずな、中山貴美子、大熊楓、古平健太（古平→一時離脱）
- 番組広報→宣伝担当：齊藤徹、村田厚史、黒瀬拓生、斧志保、北野敦則、藤井奈々、高橋雅則、中野雪子
- 番組デスク→デスク：山下裕美、松井友規恵、長堀孝子、本田美和
- 構成：藤田雄一、武輪真人、友光哲也、桜井ひろし
- ブレーン：木下幸治、門上武司
- リサーチ：曽我部充夏、伊藤弥生、織田洋子、百武祥子、蔭岡翔（以前は構成）、鈴木一史
- TM：竹本友亮（以前はSW→CAM→TM/TD/SW）、金谷宣宏、岸本紳（岸本→以前は照明►一時離脱）
- TP：高木久之
- TD：高田仁（編集→TD）、上田一路（以前はカメラ→TD/SW）
- TD/SW：松本卓紘（以前はカメラ→一時離脱）、喜多良平（以前はカメラ、TD/SW兼務►TM►TD/SW►TM►カメラ►SW）
- SS：三浦耕次（不定期）
- カメラ：吉田恭一、桂将太、三方映喜、保山耕一、刈谷憲一、南山吉宏、筆野泰信、奥村一彦、山地俊和、西岡徹、石原慶丈、大徳隆一、市川充史、永田哲也、冨田典嗣、松宮周史、岡田真悟、伊藤優二、森一生、松本智、松崎卓海（松崎→以前は音声・MA）、吉田佳織、竹下茜、関照男、北村和浩、中園幸裕、勝木俊雄、崎原佳奈子、松岡奈央子、田邊裕司、上野嘉禄、冨山雄大、袖垣竜也、伴方弘樹、高石和隆（高石→以前はカメラ→TD/SW→一時離脱）、西村友宏、塚田哲矢、福永卓真、高岡慎一、服部篤、津田欣典、野澤慎二、居波優、和田和仁、田中伸幸、兼頭崇広（兼頭→以前は音声）、山田康一、後藤仁志、飯田洋子、蒲田実、倉本圭太、岩崎寛、鈴木恭平、後前郁夫、玉城光祐、青木一弘、山田健太郎、町田雄伍、松田博之、松山(川)智、松田健、草薙晃久、西川真、四方友登、出井雅也、安田浩一、森祐太、脇坂祐司、吉岡和美、松宮周史、福田禎之、田中泰生、山本修身、石川和義、吉本順一、永間淳也、藤原祐司、園田清隆（園田→以前は音声・MA）、長尾康平、田中宏国、前地星人、菊池隆（草薙・安田・山本修・永間・藤原田中宏→一時離脱）（週替り）
- 照明：田中俊行、林輝（毎週）、藤野毅、渋谷善之、田村廣人、東岡充、吉田和、坪井大、本村毅、宮ノ原祐俊、鈴木勝則、相澤裕一、徳田善春、岩田彩有里、西康宏、北田研二、木村圭祐、朴昌根（朴→以前は毎週照明）、大橋優奈、谷弘樹、藤井克則、山名道隆（藤井・山名→一時離脱）、原邦明、中村康彦、中本智大、浦川純暉、西康宏、東野巧、生本拓也、寺本智哉（寺本→以前は音声）、朝倉芳樹、藤森彩（藤森→一時離脱）（週替り）
- 音声・MA：岡稔之、田中聖二、奈良田紳一、中家正智、田井良作、城本淳、呉真行、青地誠樹、若林直樹、阿久津一夫、樋口祐介、谷岡真琴、桑原末紀、北村俊典、小出佳史、田木武士、山下陽輔、岡田秀徳（岡田→以前はカメラ）、土渕裕貴、野口正弘、葛野凌大、外島真由美（外島→以前はMA►音声・MA►一時離脱►音声）（週替り）
- 音声：田井(中)良作、中村太郎、丹野宏樹、岩崎伸哉、玉井典生、藤田裕二、竹田和寛、渡邉祐紀（渡邉→一時離脱）、上林香鈴、曲渕正己(巳)（曲渕→以前は音声・MA►一時離脱►照明►一時離脱）、北埜麻美（北埜→一時離脱）、窪田徹也、廣田春菜、高井美紀、安田すすむ、福本くらら、西口健太、後藤恵大（後藤→以前は照明）、井上聖司（井上→以前は音声・MA）、藤原尉智、田中之尚、石田良馬、池田真一、長谷川匡司(史)（長谷川→以前は照明）、片山将、溝端淳司（石田→一時離脱）、城野沙詠、中島聡子、小島夕輝、武田涼真（武田→音声/MA►一時離脱）、田中聖二、宮田史子（宮田→一時離脱）、大谷紗代（大谷→一時離脱）（週替り）
- 調光：田中公英、上田拓輝（週替り）
- VE：田村太平、徳永善行、姫野賢信、橋本章男、中尾元泰、鈴木哲也、浜端俊介（関西東通）、岩本和也、星田裕司、川崎裕貴、田村太平
- 編集：三木嘉彦、中西章史、北村真智子、川北忠士、須藤慎平、岡元祐次、加田晃紀、早川徹哉、柴田展子、川口善史、板野元秀、二戸部光一、後藤康二、齋藤和宏、村井充、藤井小春（藤井→以前は毎週編集）、加藤丈晴（加藤→一時離脱）（週替り）
- MA：杉本純一、豊島淳、宮路茂光、新田陽子（週替り）
- ロケ車両：堀田茂彦・中尾正伸・立山征夫（フォレスト）
- 音効：渋谷安昭（SAプロ）、前田典哉・中村彰人・濱谷光太郎・村川翔太（音選屋）
- アートプロデューサー：木川普雄
- 美術プロデューサー：冨田潤（以前は宣伝担当→アートプロデューサー）
- セットデザイン：辻村久信
- 美術アシスタント：齋籐せいこ
- 美術進行：津田泰司、柚木幹太、横田浩之、荒井春佳、笹田真未、岡久世（岡→以前は美術プロデューサー）、濱元紗季（2023年7月26日から2024年7月17日まで）
- 大道具：山本雅弘
- 電飾：窪敏行、岩崎剛
- 花：藤田修作
- 書：島本田鶴子
- タイトル：小谷唯史、垣内宏美、保利操、正冨大樹、川原純、齋藤樹合、佐々木好一、山田富子、高橋淳、川西真央、岡田絢子、鵜飼あゆみ（鵜飼→以前は週替り）
- CG：ケネック・ジャパン、村田英樹
- イラスト：うらたなおみ、西山和美、藤田博子
- メイク：根津しずえ、谷口奈穂、坂下愛
- 化粧：松本さおり
- 衣裳：有吉麻美
- ホームページ製作：荒木崇（以前は照明）、山田晃子、ガイジンズ、名倉涼、中山雄之、塩濱誠彦、高田将志
- SNS担当：大澤敬
- フードコーディネート：服部悦子
- フードコーディネート/料理スタッフ：山外智子（山外→以前はフードコーディネート►料理スタッフ）、落香奈己、赤松智美、川添真美(未)
- 料理スタッフ：泉圭子（以前は週替り►毎週）
- テーブルコーディネート：山本佳永、中村安律子（中村→以前はフードコーディネート）
- 料理スタッフ：高田恒子、藤井榛葉、上久葵
- 協力：ハウゼコール、辻村久信デザイン事務所、阪急百貨店、株式市場トータルフード、趙善玉料理学院ほか、杉山文（相愛大学、以前は料理監修）、MFS、ブリッジ、プランニングエッグ、キールスタッフィング（MFS以降→以前は制作協力、プラン→一時離脱►週替り）、スタッフオズ、Shimaru（以前は技術協力）、エキスプレス（共に以前は技術、エキスプレス→以前は毎週）、フィラメント（共に以前は）、新光企画（共に以前は美術協力）、Duce Mix Kitchen、ハートビーツ
- 栄誉データ監修：東京慈恵会医科大学病院栄誉部 赤石定典
- 技術協力：シネブレーン、東通ライティング、青空映像、テクニカルアート、マコニイ、エル・アップ、スタッフオズ、TBSテックス、プラスプロジェクト、イングス、エム・ジェイ、毎日グラフィックセンター、スタジオB&M、ライズ・アップ、ワイドスタッフ、光学堂、よしもとブロードエンタテインメント、IDEA、サウンドエースプロダクション、ideal、ターザン、アルチザン、トラッド（トラッド→一時離脱）、テレプロ【週替り】
- 技術：キャミックス、ウエスト（ウエスト→以前は制作協力）、一光、翔の会、ADC、遊写、マイシャ、撮影屋、Tagboat【週替り】
- 美術協力：つむら工芸、アートファクトリー、SASHU、藤貴園芸、プランニングカンパニー柿本、ステッププラン、インターナショナルクリエイティブ（インター→以前は毎週）
- 料理情報提供：大阪あべの・辻調理師専門学校
- 制作協力：Jワークス、シネブレーン、サイ・ゴン、テーブル・ファクトリー、放送映画製作所、ドゥエンタープライズ、エイティーコーポレーション、ザ・ワークス、ジオード、ダッシュ、東通企画、Dmark、ホーリーズエンタープライズ、TOO＋、dalnaRI、Plan N（Plan N→一時離脱）、クラッチ.、D-REC、CREA5、レオナイン、オフィスきらきら、FREE、レジスタx1、BUSY BEE（BUSY→一時離脱）（週替り）